# Фулхенсио Батиста
Фулхенсио Батиста Залдивар (шп. Fulgencio Batista y Zaldívar; Банес, Куба, 16. јануар 1901 — Марбеља, Шпанија, 6. август 1973) је био кубански председник и војни диктатор.

## Детињство и младост
Фулхенсио Батиста Залдивар рођен је 16. јануара 1901. године у Банесу, покрајина Оријенте, на истоку кубанског острва. Потиче из сиромашне сељачке породице, чији су преци били Шпанци, мулати и Кинези. Отац Белисарио Батиста и мајка Кармела Залдивар били су ветерани рата за ослобођење Кубе од шпанске колонијалне власти. Због лошег материјалног стања, Батиста је рано почео да ради. Ишао је у вечерњу школу, али је у младости веома волео да чита. Касније је похађао војне школе, а 1921. године почео је да служи у кубанској војсци.

## Долазак на власт
Батиста је брзо напредовао у војничкој каријери и достигао чин наредника. Први пут је запажен у јавности приликом „Наредничке побуне“ 1933. године, када се наметнуо као њен вођа. У тој побуни младих подофицира, уз подршку америчког председника Рузвелта, оборен је репресивни режим генерала Мачада. Батиста је тада постао начелник генералштаба кубанске војске. Године 1934. обара председника Сан Мартина. У периоду од 1933. до 1940. године имао је велики утицај, управљајући државним пословима као сива еминенција марионетских председника. Тада је стекао снажну потпору оружаних снага, која ће му готово двадесет година касније помоћи да поново дође на власт.
Председник Републике Кубе постао је 10. октобра 1940. године, победивши на регуларним изборима. Победу је остварио као кандидат Демократско-социјалистичке коалиције, уз подршку комуниста, који су на Куби имали своју партију још од 1926. године. За време првог председничког мандата, Батиста се показао као ефикасан лидер са добрим резултатима у економској политици. Такође, формално је увео Кубу у Други светски рат на страни Савезника; ипак, Куба до краја рата није узела учешће у оружаним сукобима. Пре него што је постао председник, Батиста је иницирао доношење новог устава 1940. године, по угледу на устав САД. Њиме је Куба уређена као председничка република с дводомним Конгресом и Саветом министара.
Након истека мандата 1944. године, Батиста по уставу није има право да се кандидује за други узастопни мандат, па је подржао кандидатуру свог премијера Карлоса Заиаса. Како је Заиас доживео пораз од Батистиног политичког противника Рамона Грауа, Батиста је напустио Кубу и отишао у Мајами, Флорида, САД, где је купио кућу и водио угодан живот. Након револуције 1959. године, Мајами ће постати стециште Батистиних присталица који су били изложени прогону на Куби. Међутим, чак и након одласка из земље наставио је да се меша у политички живот Кубе, нарочито након 1948. године, када је у одсуству изабран за сенатора. Убрзо се вратио у земљу и основао конзервативну Партију уједињене акције, која је 1950. године преименована у Партију прогресивне акције.
Ипак, своје диктаторске амбиције Фулхенсио Батиста је отворено показао тек 1952. године, када је одлучио да се по други пут кандидује на председничким изборима, рачунајући на релативно велику популарност коју је стекао за време свог претходног мандата. Међутим, када му је постало јасно да ће изгубити, решио је да преокрене ствари у своју корист и предупреди победу Ортодоксне партије. У јеку изборне кампање, 10. марта 1952. године, у поноћ, у пратњи својих наоружаних присталица, ушао је у гарнизон „Колумбија“ у Хавани и саопштио да је војска преузела власт. Уз то, војска је заузела зграду градске радио-станице и главну железничку станицу. Председник Карлос Прио је покушао да пружи отпор, али је на крају морао да затражи азил у мексичкој амбасади. Батиста је овакав потез оправдавао тврдњом да Прио планирао да изведе свој пуч и остане на власти. Већина латиноамеричких држава убрзо је признала Батистин режим, а 27. маја то су учиниле и Сједињене Америчке Државе. Фулхенсио Батиста је тада засео у столицу власти, где ће остати све до краја 1958. године. У међувремену се окружио саборцима и пријатељима из времена „Наредничке побуне“, које је распореди на највише позиције у државним и војним структурама.

## Куба за време Батисте
Куба се деценијама, током читаве прве половине XX века, налазила у стању опште националне фрустрације, у којој су се на власти смењивале диктаторске камариле. Међу њима се нарочито истиче управо Фулхенсио Батиста, диктатор чија улога има изузетан значај у кубанској историји.
Батиста је, као и већина других латиноамеричких лидера тога доба, водио спољну политику окренуту ка Сједињеним Америчким Државама. Стога је до самог пада режима 1959. године уживао отворену подршку Беле куће, посебно председника Ајзенхауера. С обзиром на геостратешки битан положај кубанског острва, Вашингтон ни једног тренутка није дозвољавала да амерички интереси на Куби буду угрожени.
Куба се ослободила шпанске колонијалне власти након рата САД и Шпаније 1898. године, који је испровоцирао Вашингтон. Америка је претходно покушала да откупи острво, што је Мадрид одбио. После рата, Сједињене Државе су прогласиле право да Куба буде под њиховим протекторатом све док не буде „способна“ за самосталност. Независност је проглашена 20. маја 1902. године, али су Кубанци, као услов Американаца да дозволе осамостаљивање Кубе, морали да прихвате „Платов амандман“ на кубански устав. Њиме су САД добиле право да на острву војно интервенишу кад год процене да су њихови интереси угрожени. У ту сврху, отворили су базу Гвантанамо на југоистоку Кубе, која је и данас у њиховим рукама.
Веома значајну улогу у довођењу и одржавању на власти проамеричких диктатора у земљама Латинске Америке имала је ЦИА. Она је пружала оперативну потпору савезничким режимима када би они били уздрмани. Није познато да ли је ЦИА покушала да помогне Батисти приликом Кастрове револуције, али се у појединим историјским изворима наводи да је он ту помоћ у неком тренутку затражио.
Још један битан фактор који је Кубу чинио једним од приоритета спољне политике Вашингтона јесте финансијски интерес великих америчких корпорација. У рукама моћних „United Fruit Company“ из Бостона, Масачусетс, САД, и „Стандард фрут компани“ из Њу Орлеанса, Луизијана, САД, биле су све уносне гране кубанске привреде — производњу и извоз шећерне трске, дувана, кафе, банана и цитруса, ланци хотела, коцкарнице, плаже, телефонска компанија, рудници никла, електричне централе, рафинерија нафте, поморски саобраћај, железница... Финансијска моћ тих компанија превазилазила је политичку моћ кубанске државе, па су могле да утичу на доношење кључних одлука и за себе осигурају монополски положај на тржишту. Батистина ера сматра се, ипак, златним добом туризма на Куби, премда је ово егзотично карипско острво било стециште богатих Американаца који су трагали за забавом и ноћним проводом.
Батистин диктаторски режим био је изузетно корумпиран и у спрези са кубанским латифундистима (крупним земљопоседницима), који су експлоатисали јефтину радну снагу на својим плантажама. Корупција је била присутна на свим нивоима — од локалне самоуправе, преко провинцијских „моћника“, па све до политичког естаблишмента и војне клике. То је додатно иритирало грађане, који су се свакодневно борили да преживе. У градовима су многе породице живеле по сиромашним квартовима, налик на фавеле, а у унутрашњости су сељаци од јутра до мрака тешко радили на плантажама. За то време, владајућа класа се богатила на рачун пореских обвезника и од државног новца градила себи луксузне хацијенде.
Америчка мафија деценијама је третирала Кубу као своју „филијалу“ у којој су под контролом држали коцкарнице, ноћне клубове, проституцију и шверц алкохола и наркотика. Сам Батиста је био добар пријатељ и годинама пословно сарађивао са познатим америчким мафијашем руског порекла Мајером Ланским, који је од Кубе направио велику коцкарницу и користио је као транзит у међународној трговини дрогом.
Политичка клима на Куби све се више усијавала из године у годину. Демократске институције представљале су само декор, док је режим редовно посезао за изборним крађама. Судство је било под строгим надзором, а штампа и радио су цензурисани. Батиста је на све начине покушавао да успостави контролу над Хаванским универзитетом, традиционалним језгром отпора диктатури. Сваки студентски или раднички протест растурала је полиција, а репресија је била огољена. Левичарски дисиденти отпуштани су са посла и избацивани са универзитета.
Батиста је за обрачуне са опозицијом организовао и специјалну тајну полицију, али су прљаве послове, попут политичких убистава, најчешће обављале разне гангстерске групе, које су харале предграђима. Батистине снаге су за седам година диктатуре побиле преко 20.000 људи (укључујући Кастрове герилце).
Ако је ико био одговоран за појаву Фидела Кастра, то је ван сваке сумње диктатор Фулхенсио Батиста, који је више од две деценије радио на стварању „револуционарног квасца“ на Куби. Он је својом диктатуром, корупцијом и развратом огорчио народне масе и „запалио“ студентски покрет на Хаванском универзитету. Забринуо је чак и Американце, који су почели да се плаше да би, у случају да дође до револуције, могли бити угрожени и њихови интереси на острву — што се на крају и догодило.

## Кубанска револуција
Млади адвокат Фидел Кастро тужио је суду Батисту 1952. године и тражио да овај буде осуђен на 100 година затвора због кршења устава. Батиста се, очекивано, није обазирао на тужбу. Фидел и његов млађи брат Раул су 26. јула 1953. године извели напад на касарну „Монкада“ у граду Сантијаго де Куба. Покушај заузимања касарне је пропао, већина од око 130 завереника је побијена на лицу места, а браћа Кастро завршила су у затвору, осуђени на по 15 година робије. Ипак, убрзо су пуштени на слободу после опште амнестије политичких затвореника; амнестија је уследила након масовних протеста грађана. По изласку из затвора одлазе у Мексико, где организују револуционарну герилу — Покрет 26. јул (назван по датуму напада на „Монкаду“), у којем су се, поред Фидела и Раула Кастра, истицали Ернесто Че Гевара, Камило Сјенфуегос и Хуан Мануел Маркес.
Језгро отпора Батистиној диктатури била је планина Сијера Маестра, где је побуна тињала још од 1953. године. Устаници, њих 82, искрцали су се на кубанске обале у јахти „Гранма“ 2. децембра 1956. године. Неколико дана касније, упали су у заседу Батистиних снага, пошто су их потказали мештани једног оближњег села. Већина устаника је том приликом погинула, а сам Фидел се са неколицином преживелих повукао у регион Сиера Маестре. Убрзо су им се придружили борци које су предводили Раул Кастро и Че Гевара. У наредне две године, герилци су успели да успоставе контролу над највећим делом руралних подручја земље, док је војска и даље држале градове.
У међувремену је Хосе Антонио Ечеверија, вођа студентског „Револуционарног директоријума“, организовао 13. марта 1957. године са 150 младића упад у председничку палату, у покушају да убије Батисту. Атентат није успео, јер је Батиста побегао преко крова, а око 40 пучиста је побијено. Такође, маја 1958. године, бивши председник Прио послао је из САД брод са 27 завереника са задатком да свргну Батисту. И овај покушај је пропао, а 23 завереника су убијена. На сличан начин окончана је и побуна пуковника Карлоса Таберниље у граду Сјенфуегос, у којој је страдало 33 официра.
Међутим, герилске снаге наносиле су све веће губитке кубанској војсци. Че Гевара је без борбе ушао у Санта Клару 29. децембра 1958. године. У ноћи између 31. децембра 1958. и 1. јануара 1959. године, Батиста је потписао декрет којим подноси оставку. У два сата по поноћи, носећи са собом око 700 милиона америчких долара, Батиста, његова породица и четрдесетак сарадника у три авиона напустили су Кубу и побегли у Доминиканску Републику, где им је диктатор Трухиљо пружио заштиту. Батиста добија политички азил у Шпанију, премда му није дозвољен улазак у САД. Сутрадан је Че Гевара са својим трупама умарширао у Хавану, без и једног испаљеног метка. Фидел Кастро, вођа револуције, тријумфално је ушао у престоницу 8. јануара. 1959. године, стигавши из Сантјага де Куба у пратњи великог броја сабораца.

## Након револуције и породични живот
Батиста је неко време живео на острву Мадеира и у Лисабону, у Португалији, где је радио у једном осигуравајућем друштву. Такође је објавио шест књига. Фулхенсио Батиста умро је у Гвадалмини, Шпанија, 6. августа 1973. године у 73. години живота, од последица срчаног удара, два дана након што је, наводно, група атентатора које је послао Фидел Кастро планирала његово убиство.
Женио се два пута. Са првом супругом, Елизом Гомез (у браку од 1926. до развода 1946. године), имао је две ћерке и сина, а са другом, Мартом Мирандом (у браку од 1946. до Батистине смрти 1973. године), четири сина и ћерку. Имао је и ванбрачну ћерку Фермину Еставез, рођену 1935. године.